# Prumnopitys ferruginoides
Prumnopitys ferruginoides là một loài thực vật hạt trần trong họ Thông tre. Loài này được (Compton) de Laub. miêu tả khoa học đầu tiên năm 1972.